# 彈指
彈指，字面意义是捻彈手指發出聲音，古印度習慣以拇指、中指壓食指，以食指向外急彈，是一種習俗；亦是極細數值的数字和时间單位，如詞語「彈指之間」是指以極短時間或工夫下發生了一件事，近義詞為「一眨眼」，佛教传入中国後，弹指也成爲中文数字单位。

## 动作
弹指动作，又叫扳机指或弹响指，以拇指、中指壓食指，以食指向外急彈，發出聲響。古籍中已有关于这个动作的记载，南朝宋顺帝曾「泣而彈指」，宇文招、敬暉皆曾「彈指出血」。古印度人也喜欢做此动作，并用进佛教典籍中，以“弹指之间”爲譬喻。
旅法學者吳其昱歸納這種動作的涵義有：
1. 命令；
2. 責備；
3. 推辭謝絕；
4. 漠不相關、蔑視；
5. 滿足快樂。

## 单位
彈指又是一種古代時間单位和中文数字单位。
董其昌《畫禪室隨筆》云：「達摩西來，一門超出，而億劫修持三千相，彈指了之。」《摩訶僧祇律》記載：“一剎那者為一念，二十念為一瞬，二十瞬為一彈指，二十彈指為一羅預，二十羅預為一須臾，一日一夜有三十須臾。”